# پایپر جی-۴
پایپر جی-۴ (به انگلیسی: Piper_J-4) یک هواگرد از نوع آموزشی ساخت شرکت هواگردسازی پایپر است. هواگرد پایپر جی-۴ نخستین پروازش را در مه ۱۹۳۸ میلادی انجام داد. این هواگرد در سال ۱۹۳۸ میلادی رسماً معرفی گردید و در سال‌های ۱۹۳۸–۱۹۴۲ تولید شده‌است. در مجموع، تعداد ۱٬۲۵۱ فروند از این هواگرد ساخته شده‌است.